# 1158
1158 (MCLVIII) fue un año común comenzado en miércoles del calendario juliano.

## Acontecimientos
- 31 de agosto: en Castilla, comienza una guerra civil por los problemas sucesorios que se plantean tras la muerte de Sancho III.
- Fundación de la Orden de Calatrava.
- Comienzo del reinado de Alfonso VIII de Castilla.

## Nacimientos
- Ermengol VIII, conde de Urgel.
- Godofredo II de Bretaña.
- Ramón Berenguer, conde de Cerdaña y de Provenza.

## Fallecimientos
- Sancho III de Castilla, rey de Castilla. Hijo de Alfonso VII el Emperador y de Berenguela de Barcelona. Fue sucedido por su hijo, Alfonso VIII de Castilla.
- Otto de Freising, obispo y cronista alemán.